# Athetis praetexta
Athetis praetexta är en fjärilsart som beskrevs av Swinhoe 1905. Athetis praetexta ingår i släktet Athetis och familjen nattflyn. Inga underarter finns listade i Catalogue of Life.